# En direct de…
En direct de…, ou En direct de, est une série d'émissions de télévision française diffusée entre 1952 et 1967 sur RTF Télévision puis sur la première chaîne de l'ORTF. Chaque émission de la série proposait un reportage sous la forme d'une visite guidée d'un lieu particulier.

## Quelques émissions de la série
- 1956 : En direct de… L'école des mannequins, de Yves Le Ménager, 10 minutes et 1 seconde
- 1956 : En direct du… pays où naquit Véronique, de François Gir, 31 minutes et 44 secondes
- 1956 : En direct du… cerveau humain, de Igor Barrère, 45 minutes et 22 secondes
- 1957 : En direct du… cœur humain, de Igor Barrère, 48 minutes et 49 secondes
- 1958 : En direct de Baudelocque, de Igor Barrère, 57 minutes
- 1961 : Paris port de mer, en direct de Gennevilliers, de Yves Le Ménager, 30 minutes
- 1961 : En direct de l'institut français du pétrole, de Claude Dagues et Jean Thévenot, 45 minutes et 41 secondes
- 1962 : En direct de SVP, de Claude Dagues, 35 minutes